# Chapelle Saint-Joseph du collège Saint-Paul de Lille
La chapelle Saint-Joseph du collège Saint-Paul était une chapelle située rue Colson, dans le quartier Vauban, à Lille, dans l'enceinte du collège Saint-Paul, dont le dernier propriétaire a été Junia (ex-Yncrea), école d'ingénieurs de l'Institut catholique de Lille.
Cette chapelle construite par les Jésuites acquiert une certaine notoriété à la fin des années 2010 lorsqu'elle est menacée de destruction, à la demande de la fédération des écoles d'ingénieurs de l'Université catholique de Lille,, HEI, ISA Lille - Junia et ISEN.
Le ministère de la Culture rejette l'inscription de la chapelle au registre des monuments historiques malgré diverses protestations, notamment de l'association Urgences Patrimoine ou encore de l'architecte Étienne Poncelet, inspecteur général honoraire des monuments historiques. La décision du ministère de la culture a été officialisée, samedi 14 novembre 2020, après avoir fuité quelques jours auparavant par la diffusion d'un courrier du directeur général des patrimoines Philippe Barbat lequel constatait
- que « l'intérêt patrimonial de la chapelle » construite au XIXe siècle, de « style éclectique », n'est « pas suffisant pour justifier d'un classement au titre des monuments historiques » ;
- que l'ouverture d'une instance de classement aurait légalement entraîné la suspension, pour un an, du chantier, le temps d'instruire le dossier, et ce « sans permettre de "sauver" l'édifice » ;
- que le propriétaire de l'édifice, l'école d'ingénieurs de l'Institut catholique de Lille Junia (ex-Yncrea), ne souhaitait pas modifier son projet — un investissement de 120 millions d'euros visant à permettre, à terme, d'accueillir 8 000 étudiants — et que l'intégration de la chapelle aux futurs plans (souhaitée par les défenseurs du patrimoine) n'était, en l'état, pas possible ;
- que l'investisseur était par ailleurs, dans l'absolu, sensible à la conservation du patrimoine et qu'il s'engageait en contrepartie à restaurer un autre édifice lillois, déjà classé monument historique, le palais Rameau, et à réemployer des éléments du décor de la chapelle, sans toutefois préciser la liste des éléments concernés.

Contacté par l'AFP, un des opposants à la démolition, l'architecte Étienne Poncelet, inspecteur général honoraire des monuments historiques, regrette que le ministère oppose la restauration du palais Rameau à la sauvegarde de la chapelle Saint-Joseph — un édifice « en bon état », « un exemple unique en terme architectural, avec un cloître suspendu » et « un conservatoire de savoir-faire et un témoignage historique de la présence des Jésuites à Lille ».

## Historique
Cette chapelle, édifiée en 1876, est l'œuvre de l'architecte Auguste Mourcou.
Malgré les protestations de certaines personnalités et de militants politiques, la chapelle est détruite en février 2021.